# 辻本豊三郎
辻元 豊三郎（つじもと とよさぶろう、1881年1月13日 - 1959年6月30日）は、日本の実業家、政治家。衆議院議員（1期）。

## 経歴
大阪府出身。堺の足袋商人の「丸福」に入る。のち主の辻元福松の娘婿となり、経営に参画する。福助足袋、福助商事各(株)を設立、社長となる。足袋製造をそれまでの手縫いから機械化に切り替え、大量生産を進め、販路を全国に拡大していった。また、地元において借地借家、商事各調停委員、所得税調査委員、堺商業会議所会頭、堺市教育会長を務めた。
1930年の第17回衆議院議員総選挙において大阪6区から立憲民政党公認で立候補して当選し、衆議院議員を1期務めた。
このほか日本産業協会評議員、岸和田呉服、大平護謨各(株)取締役、阪南建築利用信用購買組合長、堺商工会議所会頭、同顧問、福助足袋(株)相談役を歴任した。